# AKB48 17thシングル 選抜総選挙
『AKB48 17thシングル 選抜総選挙』（エーケービーフォーティーエイト セブンティーンスシングルせんばつそうせんきょ、別名：第2回AKB48選抜総選挙）は、AKB48の17thシングルの選抜メンバー選挙である。この選挙の上位21位までのメンバーが、2010年8月18日発売の「ヘビーローテーション」選抜メンバーとなった。
『AKB48 17thシングル 選抜総選挙「母さんに誓って、ガチです」』は、2010年6月9日に東京都文京区のJCBホールで開催された開票イベント名である。

## 概要
選挙の実施は、2010年3月25日に横浜アリーナで開催されたコンサート『AKB48 満席祭り希望 賛否両論』でAKB48劇場支配人の戸賀崎智信から発表された。前年度実施された『AKB48 13thシングル 選抜総選挙』と同様に、選挙ポスターが作成され、AKB48劇場のロビーや渡り廊下の壁などに掲示された。また、政見放送はDMM.comや劇場公演終了後、さらに「ポニーテールとシュシュ」劇場盤握手会会場の幕張メッセでも放映された。他には、日刊スポーツ芸能面において、4月13日付から6月8日付まで毎日、メンバー1人と研究生・SKE48の非選抜メンバー1人を取り上げる形式でマニフェストが連載された。
2010年5月25日から6月8日まで投票が行われ、開票イベントは6月9日、徳光和夫・木佐彩子の司会でJCBホールで開催された。当日の開票イベントでは、この時点での最新シングルである「ポニーテールとシュシュ」、チームドラゴン from AKB48による「心の羽根」、SKE48の「ピノキオ軍」が披露された後、今回の選抜総選挙について概要を説明するVTRが上映され、司会の紹介とともに候補者であるメンバーの入場、そして40位より開票結果が発表された。イベントの最後に、開票当日のダイジェスト映像が流された（ダイジェスト映像のBGMは、『SET LIST〜グレイテストソングス〜完全盤』に初収録された「あなたがいてくれたから」が初披露）。なお、開票イベントは日本全国の映画館29か所・計43スクリーンで同時中継された。
AKB48の知名度や人気が前年度より大幅に増したことや、当時絶対的有利と言われていた前田敦子の2連覇を大島優子が阻止したこと、姉妹グループのメンバーがメディア選抜入りを果たしたことなどから、この総選挙の結果は翌日以降の各メディアで大々的に報道された。

## 当選枠
前回同様、上位21人が選抜メンバーに選ばれ、17thシングルのA面を歌う権利を得る。選抜メンバーのうち上位12名が特に「メディア選抜」と呼ばれ、テレビ番組など、メディアでの新曲プロモーションに優先的に参加できる。
アンダーガールズの枠は前回より増加し、22 - 40位のメンバーが担当する。

## 投票有資格者
- 「ポニーテールとシュシュ」通常盤（初回出荷分）購入者
- AKB48オフィシャルファンクラブ「柱の会」会員
- AKB48公式携帯サイト「AKB48 Mobile」会員
- DMM.com「AKB48 Live!! ON DEMAND」月額見放題会員
- SKE48公式携帯サイト「SKE48 Mobile」会員
  - 今回から「SKE48 Mobile」会員にも投票資格が与えられた。

## 候補者
所属チームは選挙開催時点
- AKB48 - 全63名
- SKE48 - 全45→41名（チームS：松下唯は辞退。研究生：新海里奈・半田礼音・森紗雪は卒業。）

以上、研究生も含めた計108→104名。

### AKB48
- チームA[注釈 1]
  - 岩佐美咲、多田愛佳、大家志津香、片山陽加、倉持明日香、小嶋陽菜、指原莉乃、篠田麻里子、高城亜樹、高橋みなみ、仲川遥香、中田ちさと、仲谷明香、前田敦子、前田亜美、松原夏海
- チームK
  - 秋元才加、板野友美、内田眞由美、梅田彩佳、大島優子、小野恵令奈、菊地あやか、田名部生来、中塚智実、仁藤萌乃、野中美郷、藤江れいな、松井咲子、峯岸みなみ、宮澤佐江、米沢瑠美
- チームB
  - 石田晴香、奥真奈美、河西智美、柏木由紀、北原里英、小林香菜、小森美果、佐藤亜美菜、佐藤すみれ、佐藤夏希、鈴木まりや、近野莉菜、平嶋夏海、増田有華、宮崎美穂、渡辺麻友
- チーム研究生
  - 石黒貴己、植木あさ香、大場美奈、絹本桃子、佐野友里子、島崎遥香、島田晴香、高松恵理、竹内美宥、永尾まりや、中村麻里子、藤本紗羅、森杏奈、山内鈴蘭、横山由依

### SKE48
- チームS
  - 大矢真那、小野晴香、木下有希子、桑原みずき、新海里奈（降格→投票前に卒業）、須田亜香里、高田志織、出口陽、中西優香、平田璃香子、平松可奈子、松井珠理奈、松井玲奈、松下唯（投票前に立候補辞退）、森紗雪（降格→投票前に卒業）、矢神久美
- チームKII
  - 赤枝里々奈、井口栞里、石田安奈、内山命、小木曽汐莉、加藤智子、鬼頭桃菜、斉藤真木子、佐藤聖羅、佐藤実絵子、高柳明音、古川愛李、松本梨奈、向田茉夏、山田澪花、若林倫香
- 研究生
  - 阿比留李帆、磯原杏華、今出舞、上野圭澄、加藤るみ、木﨑ゆりあ、後藤理沙子、秦佐和子、半田礼音（投票前に卒業）、松村香織、間野春香、矢方美紀、山田恵里伽

## 結果
| 順位                                      | 氏名       | 所属 | 得票数   | 中間発表 | 中間発表 | 速報    | 速報 | 前回 順位 |
| 順位                                      | 氏名       | 所属 | 得票数   | 得票     | 順位     | 得票    | 順位 | 前回 順位 |
| ----------------------------------------- | ---------- | ---- | -------- | -------- | -------- | ------- | ---- | --------- |
| 1位                                       | 大島優子   | K    | 31,448票 | 19,465票 | 2位      | 6,317票 | 2位  | 2位       |
| 2位                                       | 前田敦子   | A    | 30,851票 | 20,966票 | 1位      | 6,846票 | 1位  | 1位       |
| 3位                                       | 篠田麻里子 | A    | 23,139票 | 13,289票 | 4位      | 3,765票 | 5位  | 3位       |
| 4位                                       | 板野友美   | K    | 20,513票 | 13,474票 | 3位      | 3,802票 | 4位  | 7位       |
| 5位                                       | 渡辺麻友   | B    | 20,088票 | 12,307票 | 5位      | 4,072票 | 3位  | 4位       |
| 6位                                       | 高橋みなみ | A    | 17,787票 | 9,983票  | 6位      | 3,319票 | 6位  | 5位       |
| 7位                                       | 小嶋陽菜   | A    | 16,231票 | 9,252票  | 7位      | 2,506票 | 10位 | 6位       |
| 8位                                       | 柏木由紀   | B    | 15,466票 | 8,709票  | 8位      | 2,985票 | 7位  | 9位       |
| 9位                                       | 宮澤佐江   | K    | 12,560票 | 7,683票  | 9位      | 2,616票 | 9位  | 14位      |
| 10位                                      | 松井珠理奈 | S    | 12,168票 | 4,091票  | 15位     | 1,199票 | 18位 | 19位      |
| 11位                                      | 松井玲奈   | S    | 12,082票 | 6,419票  | 10位     | 2,673票 | 8位  | 29位      |
| 12位                                      | 河西智美   | B    | 11,080票 | 4,532票  | 13位     | 1,422票 | 13位 | 10位      |
| 以上12名がメディア選抜                    |            |      |          |          |          |         |      |           |
| 13位                                      | 高城亜樹   | A    | 11,062票 | 6,357票  | 11位     | 2,252票 | 11位 | 23位      |
| 14位                                      | 峯岸みなみ | K    | 9,692票  | 4,091票  | 15位     | 1,345票 | 15位 | 16位      |
| 15位                                      | 小野恵令奈 | K    | 9,468票  | 4,766票  | 12位     | 1,558票 | 12位 | 11位      |
| 16位                                      | 北原里英   | B    | 8,836票  | 4,414票  | 14位     | 1,379票 | 14位 | 13位      |
| 17位                                      | 秋元才加   | K    | 8,049票  | 2,621票  | 21位     | 718票   | 21位 | 12位      |
| 18位                                      | 佐藤亜美菜 | B    | 6,921票  | 3,227票  | 19位     | 1,275票 | 16位 | 8位       |
| 19位                                      | 指原莉乃   | A    | 6,704票  | 3,357票  | 18位     | 1,224票 | 17位 | 27位      |
| 20位                                      | 仲川遥香   | A    | 6,567票  | 2,726票  | 20位     | 977票   | 19位 | 圏外      |
| 21位                                      | 宮崎美穂   | B    | 6,371票  | 3,369票  | 17位     | 961票   | 20位 | 18位      |
| 以上21名が選抜 以下19名がアンダーガールズ |            |      |          |          |          |         |      |           |
| 22位                                      | 多田愛佳   | A    | 6,145票  | 2,332票  | 22位     | 718票   | 21位 | 20位      |
| 23位                                      | 倉持明日香 | A    | 5,355票  | 2,278票  | 23位     | 704票   | 23位 | 21位      |
| 24位                                      | 大矢真那   | S    | 4,634票  | 1,217票  | 27位     | 301票   | 32位 | 圏外      |
| 25位                                      | 増田有華   | B    | 4,137票  | 1,644票  | 24位     | 653票   | 24位 | 25位      |
| 26位                                      | 平嶋夏海   | B    | 4,106票  | 1,633票  | 25位     | 602票   | 25位 | 26位      |
| 27位                                      | 石田晴香   | B    | 3,235票  | 892票    | 31位     | 285票   | 34位 | 圏外      |
| 28位                                      | 島崎遥香   | 研   | 3,076票  | 835票    | 35位     | 圏外    | 圏外 | -         |
| 29位                                      | 仁藤萌乃   | K    | 2,693票  | 1,050票  | 28位     | 355票   | 28位 | 圏外      |
| 30位                                      | 小森美果   | B    | 2,613票  | 1,430票  | 26位     | 487票   | 26位 | 圏外      |
| 31位                                      | 佐藤すみれ | B    | 2,591票  | 869票    | 33位     | 344票   | 30位 | 圏外      |
| 32位                                      | 梅田彩佳   | K    | 2,499票  | 903票    | 29位     | 276票   | 35位 | 圏外      |
| 33位                                      | 藤江れいな | K    | 2,460票  | 880票    | 32位     | 352票   | 29位 | 圏外      |
| 34位                                      | 米沢瑠美   | K    | 2,171票  | 646票    | 38位     | 208票   | 40位 | 22位      |
| 35位                                      | 高柳明音   | KII  | 2,030票  | 568票    | 40位     | 231票   | 38位 | 圏外      |
| 36位                                      | 山内鈴蘭   | 研   | 1,945票  | 838票    | 34位     | 249票   | 37位 | -         |
| 37位                                      | 片山陽加   | A    | 1,935票  | 736票    | 36位     | 259票   | 36位 | 28位      |
| 38位                                      | 矢神久美   | S    | 1,909票  | 897票    | 30位     | 291票   | 33位 | 圏外      |
| 39位                                      | 松原夏海   | A    | 1,854票  | 圏外     | 圏外     | 圏外    | 圏外 | 30位      |
| 40位                                      | 石黒貴己   | 研   | 1,603票  | 682票    | 37位     | 圏外    | 圏外 | -         |

- 40位に入った石黒貴己は、その直後に行われた『AKB48 第四回チーム研究生オーディション（セレクション審査）』で落選となり、メンバーから外れた。そのためアンダーガールズに空きが生じたが、41位を繰り上げ当選させる措置はとらなかった[3]。
- 一部のメンバーは速報の時点で前回の最終得票数を上回るなど、総投票数は飛躍的に増加した。

### 最終結果が圏外であるが、速報または中間発表では40位以内に入っていたメンバー
- 菊地あやか - 速報27位（357票）・中間発表39位（641票）
- 石田安奈 - 速報31位（338票）
- 大場美奈 - 速報39位（214票）
- 前田亜美 - 中間発表40位（568票）

## 書籍
- FRIDAY編集部編『AKB48総選挙公式ガイドブック 2010』（2010年5月12日、講談社） ISBN 978-4063794540
- 『週刊プレイボーイ』特別編集『AKB 48総選挙!水着サプライズ発表 AKB48スペシャルムック 2010』集英社、2010年8月。 ISBN 978-4-0810-2137-6

## DVD
- AKB48 DVD MAGAZINE Vol.4『AKB48 17thシングル選抜総選挙「母さんに誓って、ガチです」』（2010年9月4日、AKS AKB-D2060）